# Joaquín Ruiz (futbolista)
Joaquín Ruiz (Tandil, 21 de julio de 2006) es un futbolista argentino que juega de delantero en el Boca Juniors de la Liga Profesional de fútbol Argentino.

## Trayectoria

### Inicios
Joaquin Ruiz fichó Boca Juniors en el 2024, luego de su paso por las inferiores del club.

### Boca Juniors
El debut de Joaquín Ruíz en el primer equipo de Boca, ocurrió el día 4 de noviembre de 2024 en un encuentro contra El Granate por la Liga Profesional de Futbol Argentino. El partido terminó 1-0 en contra de Boca Juniors, en donde jugo pocos minutos.